# La Rovira (Espinelves)
La Rovira és una masia d'Espinelves (Osona) inclosa a l'Inventari del Patrimoni Arquitectònic de Catalunya.

## Descripció
Edifici civil. Masia de planta rectangular (8 x 20 m), coberta a dues vessants desiguals i amb el carener perpendicular a la façana, situada a llevant. Consta de planta baixa i pis. La part nord es troba assentada sobre el desnivell i la façana d'aquest novell només presenta dos portals que comuniquen el primer pis. A la sud només s'obren dues finestres i una espiera a la planta baixa i sis finestres de mides diferents al primer pis. En aquest sector vessa la vessant més gran de la casa, que presenta un ampli ràfec. A l'oest s'hi adossa un cos de 5 m d'ample que comunica amb el primer pis i, adossat a ell i continuant la paret hi ha el mur que tanca l'horta. La façana principal presenta una estructura asimètrica degut al desnivell, amb dos portals rectangulars, un de totxo i llinda de fusta, i l'altre de pedra amb cartel·les, un porxo abrigat sota la vessant i una finestra al primer pis. Està deshabitada i l'interior es troba molt deteriorat.

## Història
Masia situada al veïnat de França. Com les altres masies de la zona, es devia construir o ampliar durant els segles XVII i XVIII, en un moment d'expansió del nucli. Als fogatges de la parròquia i terme de SPINALBES de 1553 hi consta un tal "Gaspar Splugues alias Rovira" i el mateix home consta com un dels que feu el fogatge.
El mateix topònim de Rovira el trobem dins el terme amb el sobrenom de la de "Amunt" i de "Avall", amb les quals podria haver tingut relació.